# Brandacujun

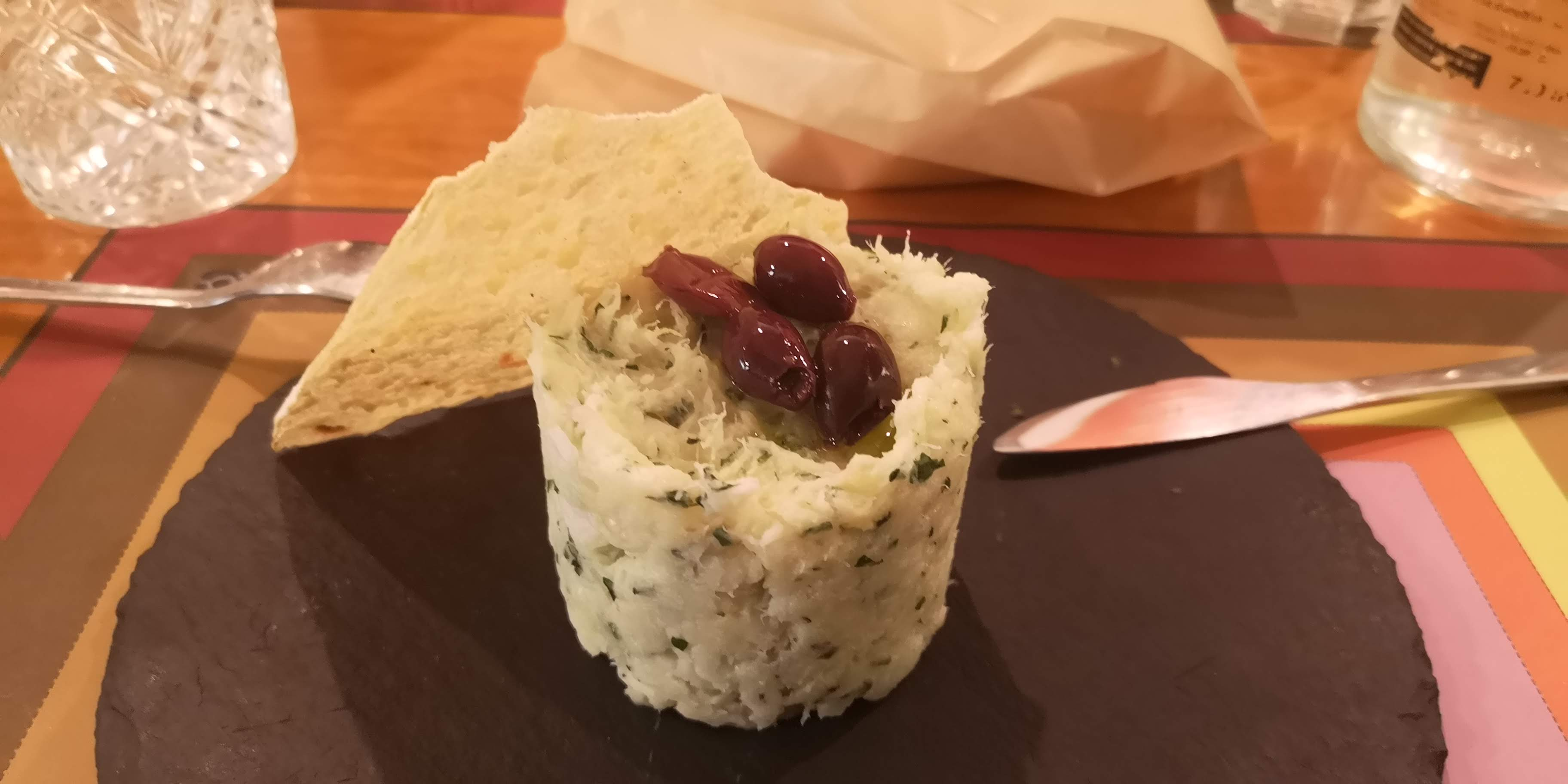
Brandacujun

Il brandacujùn è una pietanza tipica della cucina ligure a base di patate e stoccafisso (oppure baccalà). È diffuso in particolare nel ponente ligure.

## Descrizione
La ricetta prevede il merluzzo conservato (in genere è preferito lo stoccafisso al baccalà), lessato con patate in acqua salata; una volta scolata l'acqua, si aggiungono aglio, prezzemolo, olio e.v.o. di oliva taggiasca, succo di limone e/o zeste di limone, sale, eventuale pepe; poi, una volta posto il coperchio sulla pentola, questa viene "brandata" ovvero scossa con energia fino al disfacimento e all'amalgamazione degli ingredienti (che non devono, comunque, essere completamente spappolati). L'operazione, accompagnata dalla frase Branda cujun! Branda, che ciu ti u brandi, ciu u l’é bon!, era tradizionalmente svolta da uomini che si aiutavano nello scuotere la pentola con il bacino; da qui la goliardica seconda parte del nome.